# Parga (geslacht)
Parga is een geslacht van rechtvleugeligen uit de familie veldsprinkhanen (Acrididae). De wetenschappelijke naam van dit geslacht is voor het eerst geldig gepubliceerd in 1870 door Walker.

## Soorten
Het geslacht Parga omvat de volgende soorten:
- Parga achromoptera Karsch, 1896
- Parga albovittata Sjöstedt, 1931
- Parga bissauensis Sjöstedt, 1931
- Parga coerulescens Sjöstedt, 1931
- Parga cyanoptera Uvarov, 1926
- Parga lamottei Chopard, 1947
- Parga musanae Sjöstedt, 1931
- Parga taeniata Bolívar, 1889
- Parga togoensis Sjöstedt, 1932
- Parga viridescens Sjöstedt, 1931
- Parga xanthoptera Stål, 1855